# Flykläppen
Flykläppen är en ö i Finland. Den ligger i Skärgårdshavet och i kommunen Pargas i den ekonomiska regionen  Åboland i landskapet Egentliga Finland, i den sydvästra delen av landet. Ön ligger omkring 77 kilometer sydväst om Åbo och omkring 200 kilometer väster om Helsingfors.  Den ligger på ön Såtonskärs harun.
Öns area är 3,3 hektar och dess största längd är 260 meter i öst-västlig riktning.